# Antonio Delgado (político)
Antonio Ramón Delgado (28 de enero de 1977) es un abogado y político estadounidense que se desempeña como vicegobernador de Nueva York desde 2022. Miembro del Partido Demócrata, Delgado se desempeñó como representante de los Estados Unidos en el distrito 19 del Congreso de Nueva York de 2019 a 2022. Es la primera persona de ascendencia afroamericana o latina en ser elegida para el Congreso por el norte del estado de Nueva York,y la primera persona latina. para ocupar un cargo estatal en Nueva York.
El 3 de mayo de 2022, la gobernadora Kathy Hochul anunció que había designado a Delgado para que se desempeñara como vicegobernadora después de la renuncia de Brian Benjamin; Delgado prestó juramento el 25 de mayo de 2022. El 8 de noviembre de 2022, Delgado ganó un mandato completo como vicegobernador, con la boleta de Hochul.

## Primeros años y carrera
Delgado nació el 28 de enero de 1977 en Schenectady, Nueva York, de Tony Delgado y Thelma P. Hill. Es de ascendencia afroamericana, caboverdiana, mexicana, colombiana y venezolana.  Delgado tiene tres hermanos menores. Creció en el barrio Hamilton Hill de Schenectady. 
Delgado asistió a la escuela secundaria Notre Dame-Bishop Gibbons y jugó para el equipo de baloncesto de la escuela. En su último año, The Daily Gazette nombró a Delgado para su segundo equipo de todas las áreas. Luego se matriculó en la Universidad de Colgate y jugó para el equipo de baloncesto masculino Colgate Raiders junto al futuro jugador de los Golden State Warriors, Adonal Foyle.do Delgado se graduó de Colgate en 1999 y obtuvo una beca Rhodes para estudiar en The Queen's College, Oxford, donde recibió una Maestría en Artes en 2001.En 2005, Delgado se graduó de la Facultad de Derecho de Harvard.
Después de estudiar derecho, Delgado se mudó a Los Ángeles en 2005 y trabajó en la industria de la música. En 2007, lanzó un álbum de rap con conciencia social bajo el nombre artístico "AD the Voice". Luego trabajó como litigante en la oficina de Nueva York del bufete de abogados Akin Gump.

## Cámara de Representantes de Estados Unidos

### Elecciones

#### 2018
En las elecciones de 2018, Delgado se postuló para la Cámara de Representantes de Estados Unidos en el distrito 19 del Congreso de Nueva York. Derrotó a otros seis candidatos en las elecciones primarias demócratas y se enfrentó al actual republicano John Faso en las elecciones generales del 6 de noviembre. 
Durante la campaña, Delgado criticó a Faso por votar en contra de la Ley de Atención Médica Asequible. Faso, junto con el Fondo de Liderazgo del Congreso y el Comité Nacional Republicano del Congreso, atacaron la antigua carrera de rap de Delgado, calificándolo de "rapero de gran ciudad". El consejo editorial The New York Times condenó los ataques calificándolos de "hostigamiento racial".
Delgado ganó las elecciones generales con 132.001 votos frente a los 124.408 de Faso. Prestó juramento en su cargo el 3 de enero de 2019.

#### 2020
Delgado se postuló para un segundo mandato en 2020. No tuvo oposición en las primarias demócratas y derrotó al candidato republicano Kyle Van De Water, abogado y ex administrador del pueblo de Millbrook, Nueva York, en las elecciones generales con 192,100 votos a favor. 151.475 de Van De Water.

### Tenencia

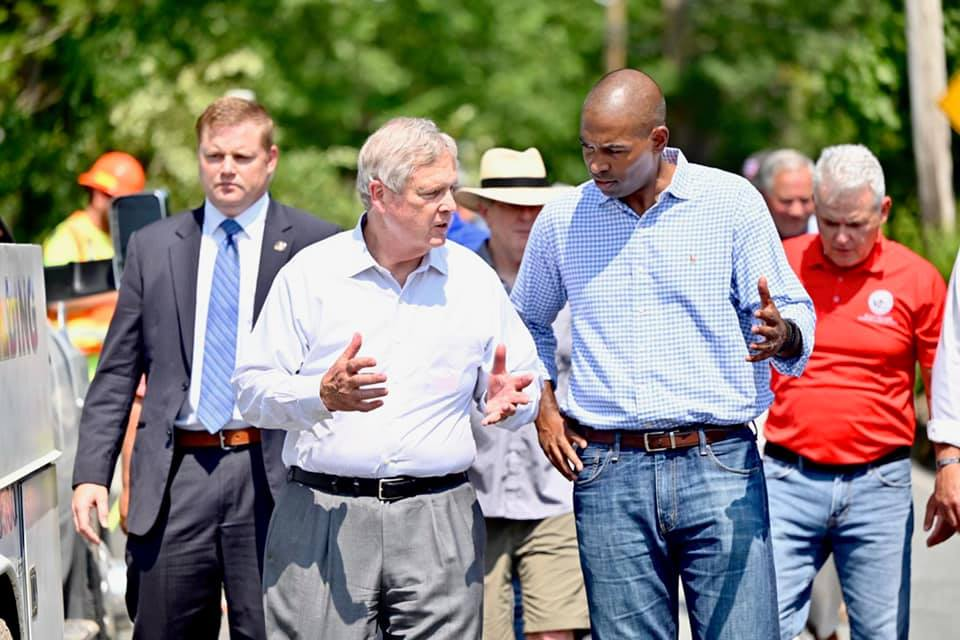
Delgado con el Secretario de Agricultura Tom Vilsack en el condado de Rensselaer después de las inundaciones de 2021

Delgado votó en línea con la posición declarada de Joe Biden el 100% de las veces.

## Vicegobernador de Nueva York

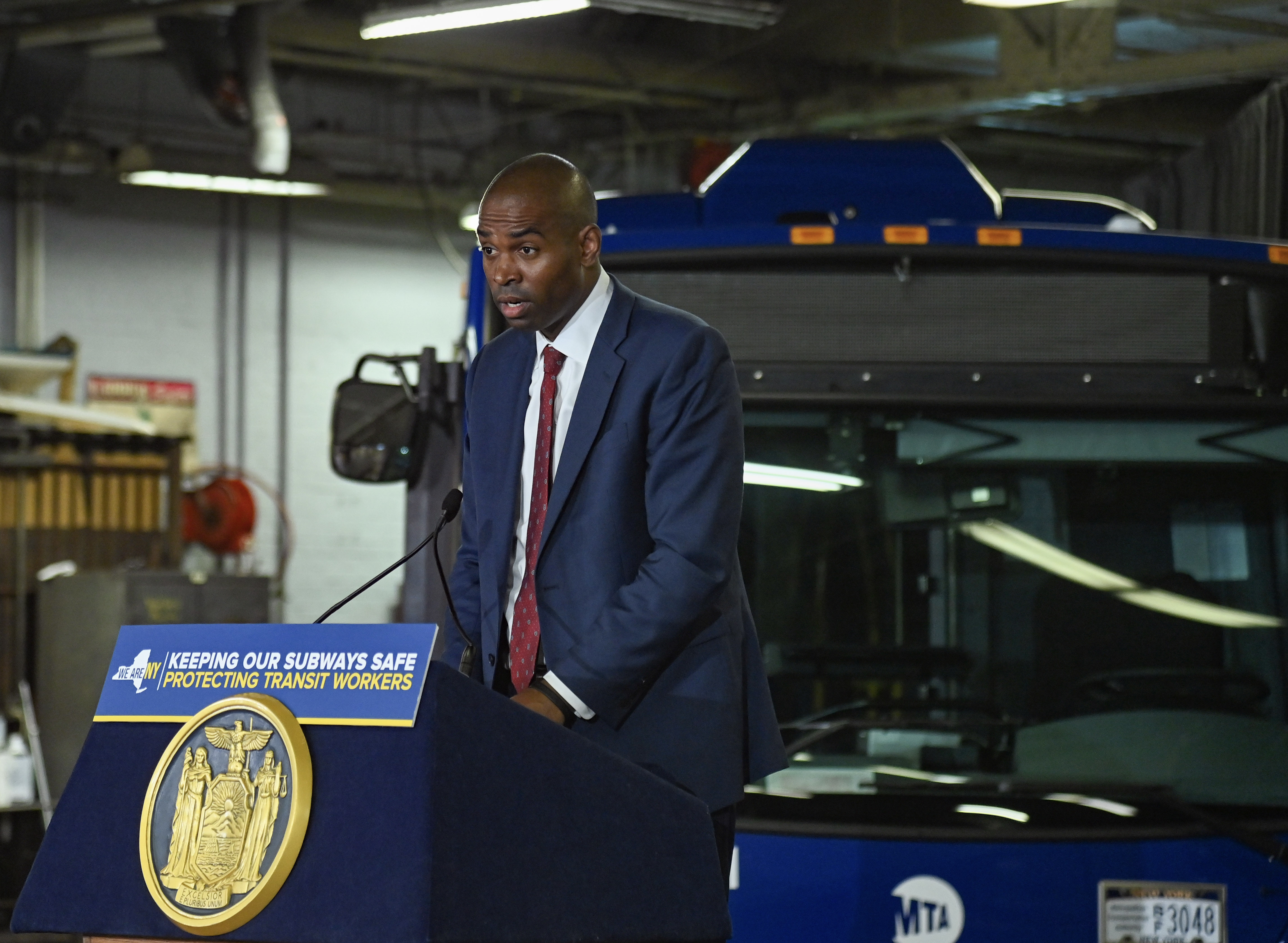
Delgado hablando en uno de sus primeros eventos como vicegobernador de Nueva York

El 3 de mayo de 2022, el vicegobernador Brian Benjamin renunció después de ser acusado de soborno federal y fraude electrónico; la gobernadora de Nueva York, Kathy Hochul, nombró a Delgado vicegobernador de Nueva York. Prestó juramento el 25 de mayo.Apareció en la boleta primaria demócrata en las elecciones de 2022 para vicegobernador. Ganó las elecciones primarias con el 58% de los votos y apareció con Hochul en la boleta de las elecciones generales. Hochul y Delgado ganaron las elecciones y prestaron juramento el 1 de enero de 2023. El 2 de julio de 2024, Hochul anunció que se postulará para la reelección en 2026 y mantendrá a Delgado en la boleta. El 10 de julio de 2024, Delgado pidió que Joe Biden se retirara de las elecciones presidenciales de Estados Unidos de 2024.

## Vida personal
Delgado se casó con Lacey Schwartz en 2011.Tienen hijos gemelos y viven en Rhinebeck, al norte de Poughkeepsie.
Delgado mide 1,93 m de altura.